# 4283 Stöffler
A 4283 Stöffler (ideiglenes jelöléssel 1988 BZ) a Naprendszer kisbolygóövében található aszteroida. Carolyn Shoemaker fedezte fel 1988. január 23-án.